# Цзянь-гоу

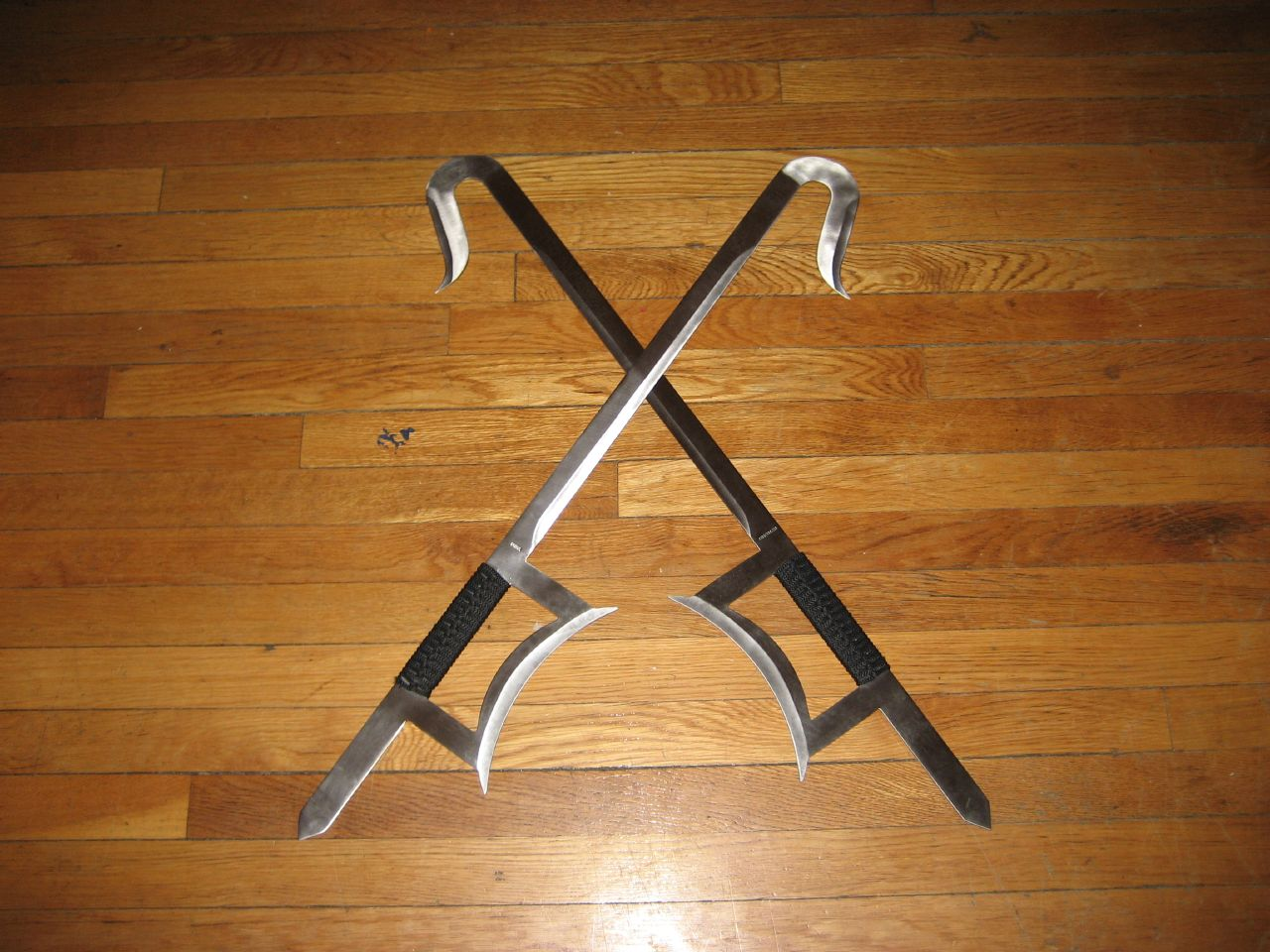
Класичний сучасний варіант

Цзянь-гоу, або шуангоу (кит. спр. 双钩, піньїнь: shuāng gōu, буквально «парні гаки») чи просто гоу (кит. спр. 钩, буквально «гак»)  — китайська холодна зброя. Використовується монахами в школах ушу, зокрема, в Шаоліні.

## Історія
Поява ранніх типів цієї зброї відносять до періоду Весни й Осені чи Воюючих царств (VIII—III ст. до н. е.). Найвідоміший різновид назвався «парні гаки голови тигра». 
У наш час робота з цією зброєю практикується в деяких школах ушу, зокрема, в Шаолінь цюань.

## Зовнішній вигляд
Зброя складна у використанні, використовується в парному або одиночному варіанті. Має вигляд меча з гачком на кінці у вигляді дзьоба сокола. Роль гарди виконує клинок у формі півмісяця. Клинок має довжину до 70 сантиметрів і вирізняється міцністю, адже він виготовляється з цільноскованого металу. Рукоять найчастіше обмотується тканиною.

## Культура
У сучасній культурі цією зброєю користується Кабал з відеоігри Mortal Kombat.
А в грі For Honor шуангоу використовує персонаж Нуса з фракції У лінь.
Крім того, використовується персонажем Джет в мультсеріалі Аватар: Легенда про Аанга.
Також, шуангоу використовується в багатьох файтингах на комп'ютерних і мобільних платформах (наприклад: Shadow Fight 3).